# Oedignatha lesserti
Oedignatha lesserti är en spindelart som beskrevs av Eduard Reimoser 1934. Oedignatha lesserti ingår i släktet Oedignatha och familjen flinkspindlar. Inga underarter finns listade i Catalogue of Life.